# Me Collectors Room Berlin

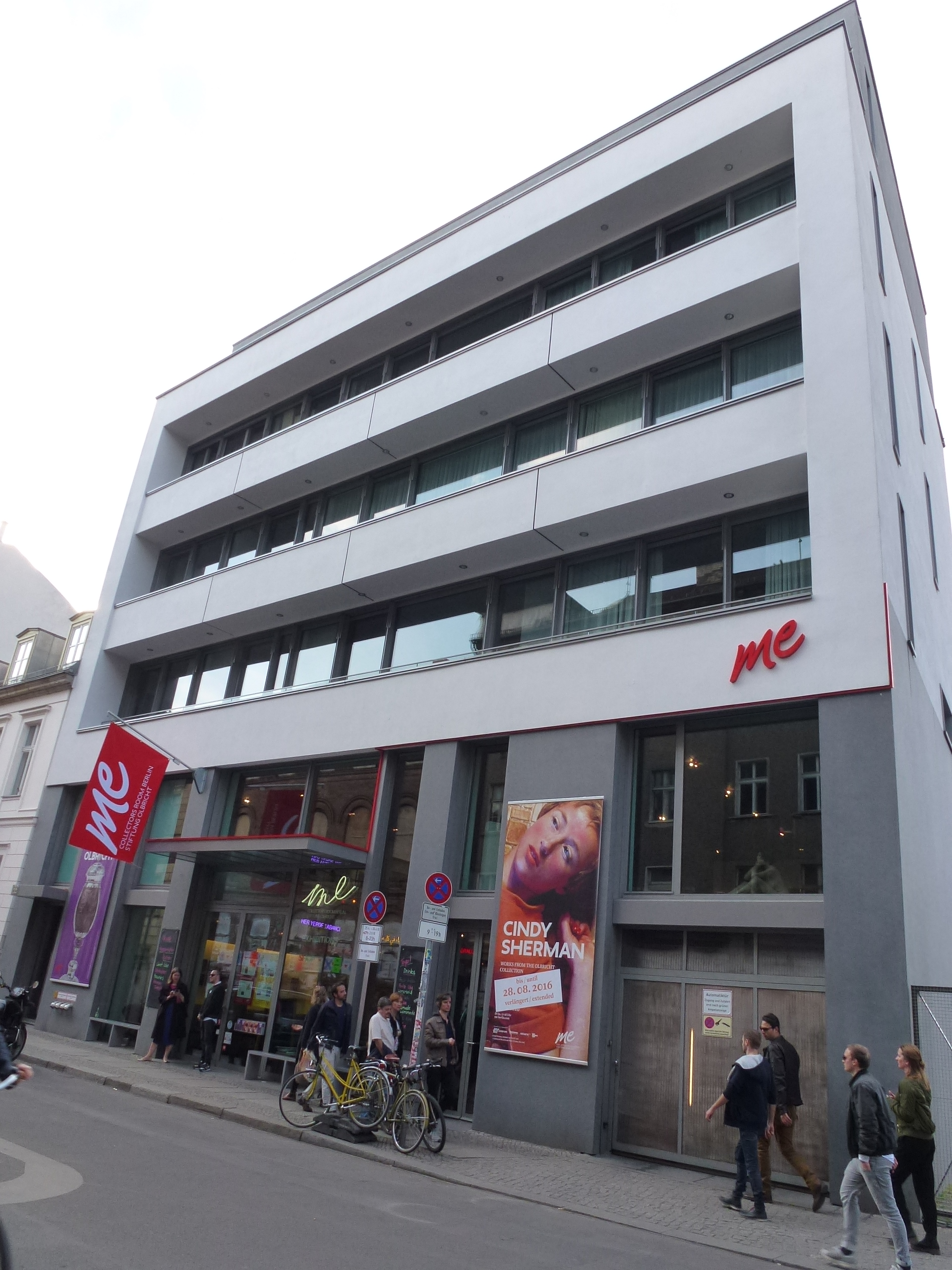
Ehemaliges Ausstellungshaus der Stiftung Olbricht

Der me Collectors Room Berlin / Stiftung Olbricht war ein Ausstellungshaus in Berlin, das von Thomas Olbricht gegründet und am 1. Mai 2010 eröffnet wurde. In dem fünfgeschossigen Neubau im Stil der Moderne in der Auguststraße 68 im Ortsteil Mitte wurden in wechselnden Ausstellungen Exponate aus Olbrichts privater Sammlung, der Olbricht Collection, oder aus anderen internationalen privaten Kunstsammlungen gezeigt. Die Kulturmanagerin Julia Rust von Krosigk war von 2009 bis 2020 Direktorin des me Collectors Room Berlin. Im Jahr 2020 schloss der me Collectors Room Berlin. Die Sammlung wurde danach teilweise versteigert. Seit 2022 werden die Räumlichkeiten vom Samurai Museum Berlin genutzt.

## Hintergrund
Im Gebäude wurden auf 1300 m² in wechselnden Ausstellungen Exponate des Sammlers Thomas Olbricht gezeigt oder auch Auszüge aus Sammlungen anderer internationaler privater Kunstsammler. Permanent installiert war zudem die Wunderkammer Olbricht mit über 300 Exponaten aus Renaissance und Barock. Zur Sammlung gehörten neben den Ausstellungsräumen ein Shop, ein Café sowie Loftwohnungen. Die Olbricht-Collection umfasste mehrere Tausend Werke von 250 Künstlern, darunter Gerhard Richter, Thomas Demand, Marlene Dumas, Cindy Sherman, Jonas Burgert und Eric Fischl. Der Ursprung der Sammlung ging auf eine frühe Sammelleidenschaft des Stifters zurück: Bereits mit vier Jahren fand er Gefallen am Sammeln von Spielzeugautos. Während seiner Berufstätigkeit als Arzt hatte er in seinem Behandlungszimmer Modelle von Krankenwagen, Feuerwehr-Autos, Polizeiautos und THW-Fahrzeugen in Regalen zu stehen.
Der me Collectors Room Berlin wurde von der Stiftung Olbricht getragen. Neben den Ausstellungen fanden ein umfangreiches Rahmenprogramm mit Künstler- und Expertengesprächen, Konzerten, Lesungen und kulinarischen Abenden statt. Eine ganz besondere Herzensangelegenheit war das Kinderprogramm, mit dem Kunst auf spielerische Weise in unterschiedlichen Führungen und Workshops im Alltag von Kindern und Jugendlichen verankert werden sollte.
Um auch möglichst vielen Kindern und Jugendlichen in den ländlichen Regionen Brandenburgs den Zugang zu kultureller Bildung zu erleichtern, war zudem seit 2016 das Wunderkammerschiff als eine Art mobiler Museumsraum auf Wasserstraßen in Berlin und Brandenburg unterwegs. Auf dem Schiff waren historische Objekte aus aller Welt – aus den Bereichen der Kunst, Wissenschaft und Natur aus der Sammlung Olbricht und aus dem Bode-Museum, der Skulpturensammlung und dem Museum für Byzantinische Kunst, Staatliche Museen zu Berlin – zu sehen. In der interaktiven Ausstellung, die in Zusammenarbeit mit der Fachhochschule Potsdam entstand, übernahmen zu Wunderkammerexperten ausgebildete Grundschüler die Vermittlung an Bord und animieren die Besucherkinder dazu, den Raum individuell mitzugestalten.

## Ausstellungen

### Moving Energies – 10 years me Collectors Room Berlin
Der Titel war inspiriert von dem Wunsch des Sammlers Thomas Olbricht Menschen zu bewegen, inspirieren, für die Kunst begeistern zu wollen.
Die Jubiläumsausstellung gewährte vom 29. Februar bis zum 17. Mai 2020 einen sehr privaten Einblick in die Sammlung und zeigte Dinge und Kunstwerke, die Thomas Olbricht persönlich berührten. Eklektisch zusammengestellt, in einem von seinen privaten Räumen inspirierten Szenenbild, konnten die Besucher den Inspirationen und Gedankenwelten des Sammlers nachspüren. Es fanden sich Feuerwehrautos, Jugendstilobjekte, romantische Landschaftsmalereien, aber auch Designermöbel, Briefmarken, Globen oder altmeisterliche Stillleben und neben den Wunderkammerobjekten aus Renaissance und Barock vor allem Zeitgenössische Kunst. Ein eigener Raum war den abstrakten Werken Gerhard Richters aus der Sammlung gewidmet, und auch die anderen Aktivitäten der Stiftung Olbricht mit dem umfangreichen Kinder- und Jugendprogramm und dem Wunderkammerschiff wurden vorgestellt.

### Gerhard Richter – Abstrakte Werke aus der Olbricht Collection
Die Olbricht Collection galt als eine der umfangreichsten Privatsammlungen Europas und war in der Wahl ihrer Medien ebenso breit gefächert wie in den abgedeckten Epochen. Innerhalb dieser eklektischen Fülle ließen sich allerdings einige Schwerpunkte ausmachen, von denen der wohl bedeutendste das umfassende Editionswerk von Gerhard Richter war. Zum zehnjährigen Jubiläum des me Collectors Room Berlin wurde vom 29. Februar bis 17. Mai 2020 ein Bereich der Ausstellung den rund 75 abstrakten Werken Richters aus der Olbricht Collection gewidmet. Tapisserien, Farbfelder, Strips oder Gemäldeeditionen mit Unikat-Charakter zeugten in Kombination mit Gemälden und Aquarellen vom breit gefächerten Schaffen des Künstlers und veranschaulichten eindrücklich, wie eng Edition und Unikat in seinem Œuvre miteinander verwoben sind.

### Art 19 – Box One
Zugunsten von Amnesty International gab Art 19 eine limitierte Edition von zehn Originalgraphiken mit neuen Arbeiten von Ayşe Erkmen, Shilpa Gupta, Ilya & Emilia Kabakow, William Kentridge, Shirin Neshat, Yoko Ono, Gerhard Richter, Chiharu Shiota, Kiki Smith und Rosemarie Trockel heraus. Diese Arbeiten wurden erstmals in der Ausstellung Art 19 – Box One vom 11. Dezember 2019 bis 31. Januar 2020 im me Collectors Room Berlin präsentiert. Es folgten weitere Ausstellungen im MAMCO – Musée d’art moderne et contemporain in Genf, im DOX Centre for Contemporary Art in Prag, sowie im Salon d’Honneur des Grand Palais in Paris.

### Transverse Wave
Die Doppelausstellung Transverse Wave eröffnete vom 16. November 2019 bis 31. Januar 2020 einen Dialog zwischen der deutschen Künstlerin Mary Bauermeister und den Arbeiten des bahrainischen Künstlers Rashid Al Khalifa (* 1952). Dieser Dialog wurde unterstützt und stetig neu verortet durch die Klanginstallation des deutschen Komponisten Simon Stockhausen.

### Gerhard Richter – Portraits aus der Olbricht Collection
Der Fokus der ausgestellten Werke von Gerhard Richter, der international als einer der bedeutendsten Künstler der Gegenwart gilt, lag vom 11. September 2019 bis 31. Januar 2020 auf den Menschenbildern – seit den 1960er Jahren eines der zentralen Themen auch seiner Editionen. Sowohl Fotografien aus dem Familienalbum (Betty), als auch Pressebilder berühmter Persönlichkeiten (Mao, Elisabeth) dienen Richter als Vorlagen, um künstlerische Techniken auszuloten. Gleichermaßen greift er auf einige seiner gemalten Portraits und Bildnisse zurück – z. B. Ema (Akt auf einer Treppe) und Onkel Rudi –, die er als Drucke oder Fotografien reproduziert. Ein prominentes Beispiel für diese Vorgehensweise sind die 48 Portraits, die als Edition gezeigt werden. Die malerischen Vorlagen wurden 1972 im deutschen Pavillon auf der Biennale in Venedig gezeigt.

### Kirchner • Richter • Burgert
Ernst Ludwig Kirchner, Gerhard Richter und Jonas Burgert: Der me Collectors Room Berlin widmete vom 11. September bis 3. November 2019 drei wichtigen deutschen Künstlern aus drei Generationen separate Künstlerräume. Schwerpunkt der ausgestellten Werke war das Bild des Menschen als Motiv. Die Ausstellung mit Werken aus der Olbricht Collection wurde im Rahmen der Berlin Art Week am 11. September 2019 eröffnet.

### B.A.R.O.C.K.
Mit B.A.R.O.C.K. präsentierten die Wunderkammer Olbricht des me Collectors Room Berlin und das Schloss Caputh der Stiftung Preußische Schlösser und Gärten Berlin-Brandenburg vom 27. April bis 31. Oktober 2019 künstlerische Interventionen von Margret Eicher, Luzia Simons, Rebecca Stevenson und Myriam Thyes.

### BEYOND
Jonas Burgert, Jake & Dinos Chapman, George Condo, Nathalie Djurberg & Hans Berg, FORT, Kris Martin und Francisco de Goya
In der Ausstellung BEYOND wurden vom 10. April bis 18. August 2019 sieben internationale künstlerische Positionen aus der Olbricht Collection gezeigt, die sich auf unterschiedliche Weise mit dem Jenseitigen auseinandersetzen. In den separat inszenierten Künstlerräumen wurden die einzelnen künstlerischen Ausdrucksformen Malerei, Skulptur, Video, Installation und Grafik deutlich.

### Zoo Mockba – Aufbruch in die Moderne,Sowjetische Spielzeugtiere 1950–1980
Das Berliner Künstlerpaar Köpcke & Weinhold, das ab ca. 2011 rund 400 Figuren und Spielzeugtiere von sowjetischen und russischen Designern zum Thema Zoo Mockba zusammengetragen hat, stellt im Vorzimmer der Wunderkammer genau diese Sammlung im Frühjahr 2019 aus. Darunter sind Werke von Galina Sokolowa (Mädchen mit Hund, 1980er Jahre), Lew Razumowsky (rote Affen), Lew Smorgon (gelbe Rehe, gelb-rote Giraffen, 1970er Jahre), Waleri Kotow (Zug der Evolution, 1960er Jahre) sowie Tamara Fedorowa (Löwen). Erstmals wurde die Sammlung im Jahr 2016 der Öffentlichkeit präsentiert.

### The Moment is Eternity – Works from the Olbricht Collection
Bis April 2019 wird mit rund 300 ausgestellten Werken und Objekten von rund 60 Künstlern das Augenmerk auf die fotografischen Arbeiten der Olbricht Collection gelenkt. Sie werden im Dialog mit anderen Kunstwerken der Sammlung sowie Artefakten der Wunderkammer gezeigt.

### THE LONG NOW – Reflexionen von Zeit und Vergänglichkeit
Die Ausstellung THE LONG NOW versammelte vom 8. Juli bis 15. Oktober 2018 in der Lounge des me Collectors Room Berlin 20 aktuelle künstlerische Positionen, in denen unterschiedliche Aspekte von Zeitlichkeit zum Tragen kommen. Diese betreffen unseren Zeitbegriff ebenso wie die Muster der Zeitwahrnehmung und nicht zuletzt die Darstellung von Zeit. Die Zeit erweist sich dabei zusehends als offene Größe, die sich in der subjektiven Erfahrung gänzlich anders zeigt als auf den Zifferblättern unserer Uhren. Polaritäten wie Ruhe und Unruhe, Be- und Entschleunigung, aber auch Augenblicklichkeit, Dauer und Vergänglichkeit werden zu zentralen Kategorien.

### Eva & Adele – l’amour du risque
Die Ausstellung präsentierte in einer retrospektiven Gesamtinstallation Werke des Künstlerpaares Eva & Adele der letzten 25 Jahre. Sie erläuterte die konzeptuelle Haltung sowie die Bildwelten der Künstler. Erstmals wurden dafür im me Collectors Room Berlin vom 27. April bis 27. August 2018 in Berlin ganze Werkkomplexe aus ihren wichtigsten Werkgruppen in den Medien Zeichnung, Malerei, Fotografie, Video und Skulptur sowie ihre selbstentworfenen Kostüme und Kostümpläne gezeigt. Sie verdeutlichen die, radikal Grenzen überschreitende, hoch differenziert ausgearbeitete, künstlerische Existenz von Eva & Adele.

### It smells like… flowers & fragrances
Die Ausstellung It smells like… flowers & fragrances zeigte vom 14. April bis 1. Juli 2018 im me Collectors Room Berlin am Beispiel von 26 Künstlern das aktuelle Potenzial des bildmächtigen Themas der Blumendarstellung und subversiven Geruchskraft von Düften in der zeitgenössischen Kunst.

### Indigenous Australia: Masterworks from the National Gallery of Australia
Mit dieser Ausstellung präsentierten die National Gallery of Australia (NGA) und der me Collectors Room Berlin vom 16. November 2017 bis zum 2. April 2018 einen umfangreichen Einblick in die Welten der traditionellen und modernen Kunst der indigenen Australier zwischen dem frühen 19. Jahrhundert und der Gegenwart.

### Portrait of a Nation
Gezeigt wurde zeitgenössische Kunst aus den Vereinigten Arabischen Emiraten zusammen mit Werken aus der ADMAF Art Collection. Die Ausstellung Portrait of a Nation gab vom 13. September bis 29. Oktober 2017 einen Einblick in das Schaffen von 50 zeitgenössischen Künstlern aus den Vereinigten Arabischen Emiraten (VAE). Die Besucher waren eingeladen, das Land durch die individuellen Sichtweisen der teilnehmenden Künstler auf ihre Heimat zu erkunden. Die Ausstellung war in sieben Themenräume gegliedert: Nation & Einheit, Geografie & Natur, Architektur & Urbanismus, Porträt & Identität, Religion & Spiritualität, Sprache & Kalligraphie, sowie Tradition & Erbe.

### Edition 12  ̅21
Edition 12  ̅21 verfolgte das Ziel, auf die Problematik des zunehmenden Demenzrisikos aufmerksam zu machen. Es konnten 21 zeitgenössische Künstler gewonnen werden, die ihre Kunstwerke für diesen guten Zweck zur Verfügung stellten. Vom 8. Juni bis 1. Juli 2017 wurden 21 handsignierte Werke der teilnehmenden Künstler im me Collectors Room Berlin präsentiert. Der Reinerlös der auf 50 Stück limitierten Editionsboxen kam der Rudi Assauer-Initiative zugute, die sich für die Bekämpfung von Alzheimer einsetzt. Zu den Teilnehmern gehörten Stephan Kaluza, Elger Esser, Dieter Nuhr, Katharina Sieverding, Stefan Kürten, Mischa Kuball, Johanna Flammer, Kate Waters, Yvonne Roeb, Bahar Batvand, Frauke Dannert, Paloma Varga Weisz, Karin Kneffel, Bernd Schwarzer, Martin Klimas, Sigrid von Lintig, Jutta Haeckel, Frank Bauer, Elke Thesing, Katharina Grosse und Klaus Mettig.

### Sigmar Polke – Die Editionen
Das gesamte Editionswerk von Sigmar Polke, einem der bedeutendsten Künstler der Gegenwart, war mit rund 200 Arbeiten aus der Sammlung Kunstraum am Limes im me Collectors Room von 28. April bis 27. August 2017 in Berlin zu sehen. Im künstlerischen Schaffen Sigmar Polkes nimmt das Editionswerk einen besonderen Stellenwert ein. Editionen boten ihm eine zusätzliche Möglichkeit, intensive und exzessive Variationen sowie Erweiterungen seiner Experimente in Form einer endlosen Auseinandersetzung mit sich und der Welt zu erschaffen. Wie ein Alchemist erwartete er, dass unterschiedliche Techniken seinem kreativen Ich dienten, sodass Editionswerke als Objekte, Bücher, Mappen, Fotografien, Fotokopien, Collagen und zahlreiche Drucke entstanden sind.

### Picha/Bilder – Zwischen Nairobi und Berlin
Die Ausstellung Picha/Bilder zeigte vom 4. März bis 4. Juni 2017 Arbeiten von Künstlern aus Berlin und Werke von Kindern, die in Ostafrikas größtem Slum Kibera leben. Sie sind im Zusammenwirken mit den Künstlern Zuzanna Czebatul, Zhivago Duncan, Andreas Golder, Amélie Grözinger, Markus Keibel, Caroline Kryzecki, Erik Schmidt, Pola Sieverding und Ulrich Wulff für den Verein One Fine Day e. V. entstanden.

### My Abstract World
Die Begeisterung für intensive Farben und großen Ausdruck animieren Thomas Olbricht seit 30 Jahren zum Sammeln abstrakter Kunstwerke unterschiedlichster stilistischer Couleur. Aus den über 350 abstrakten Arbeiten 90 verschiedener Künstler seiner Sammlung präsentierte er mit My Abstract World vom 14. September 2016 bis 2. April 2017 eine Auswahl seiner bis dato aktuellen Favoriten im me Collectors Room Berlin. Gleichzeitig verwandelte der Sammler die Ausstellungsräume mit Sitzgruppen, orientalischen Teppichen und Lesematerial in eine Erlebniswelt, die alle Sinne ansprechen sollte. So eröffnete sich dem Besucher in der Ausstellung die Möglichkeit, sich entspannt bei Musik oder einem Getränk in die Arbeiten zu vertiefen.

### Private Exposure
Die Ausstellung Private Exposure (Private Enthüllung) reflektierte vom 27. April bis 22. Juni 2016 das Gebäude des me Collectors Room und reagierte auf dessen offene und verglaste Raumarchitektur, die den Besuchern eine Vielzahl von Sichtlinien bietet. Die Werke stellen sowohl Verbindungen zwischen den beiden Etagen des Gebäudes als auch zwischen Ausstellungsraum und Straße her. Dadurch sollen die Handlungen des Sehens und des Gesehenwerdens in den Fokus gerückt werden. Die für gewöhnlich private Begegnung des Betrachters mit einem Kunstwerk wird hier dem Blick der außenstehenden Öffentlichkeit ausgesetzt. Die Ausstellung war eine Kooperation des me Collectors Room Berlin / Stiftung Olbricht mit der London Metropolitan University und der Whitechapel Gallery im Rahmen des Masterprogramms „Curating the Contemporary“.

### Cindy Sherman – Works from the Olbricht Collection
In der retrospektiv angelegten Ausstellung Cindy Sherman – Works from the Olbricht Collection wurden 65 Fotografien der Künstlerin vom 16. September 2015 bis zum 28. August 2016 im me Collectors Room Berlin gezeigt. Mit Arbeiten aus nahezu allen Schaffensperioden gewährte die Sammlung einen beachtlichen Überblick über das Gesamtwerk der Fotokünstlerin. Cindy Sherman hat ein unverwechselbares und wegweisendes Werk geschaffen, das die Formensprache der Fotografie auf ungeahnte Weise erweitert hat und so zu einem der bedeutendsten Œuvre unserer Zeit wurde.

### Falling Fictions
Mit dieser Ausstellung lud die Stiftung Olbricht vom 16. September bis 15. November 2015 bereits zum vierten Mal junge Kuratoren der London Metropolitan University ein, ihren eigenen Blick auf die Olbricht Collection zu entwickeln und im Rahmen ihrer Abschlussarbeit eine Ausstellung im me Collectors Room Berlin zu realisieren. Nachdem die drei vergangenen Ausstellungen um die Themen das Unheimliche, das Spiel und das Individuum als Wunderkammer kreisten, verwendeten die drei jungen Kuratoren Amy E. Brown, Alejandro Alonso Díaz und Rosie Snaith in Falling Fiction das Mittel der Metafiktion, um sich der Sammlung zu nähern.

### A Book of Burning Matches
Vom 14. März bis 24. Mai 2015 präsentierte der me Collectors Room Berlin die Ausstellung A Book of Burning Matches: Collecting Installation Art Documents. Die Ausstellung untersucht die Bedeutung der Dokumentation in der Installationskunst und präsentiert die Sammlung umfassender Dokumente, die die in London ansässigen Kuratoren Nicolas de Oliveira (Deutschland/Portugal) und Nicola Oxley (Großbritannien) über drei Jahrzehnte zusammengetragen haben.

### Queensize
Vom 7. Dezember 2014 bis 30. August 2015 präsentierte der me Collectors Room Berlin / Stiftung Olbricht unter dem Titel Queensize – Female Artists from the Olbricht Collection erstmals ausschließlich Künstlerinnen der Sammlung. Mit beinahe 60 Positionen versammelt die Ausstellung ein Drittel der in der Sammlung vertretenen Künstlerinnen. Die rund 150 gezeigten Arbeiten unterschiedlichster Medien sind von Künstlerinnen wie Helene Appel, Louise Bourgeois, Nathalie Djurberg, Marlene Dumas, Klara Kristalova, Sükran Moral, Elizabeth Peyton, Patricia Piccinini, Cindy Sherman, Taryn Simon, Carolein Smit u. v. a.

### A Man Walks Into a Bar
Der Aussage „Kommt ein Mann in eine Bar…“ folgt unverkennbar ein Witz. Die ungewöhnliche Sammlung von Künstlerpostkarten A Man Walks Into a Bar könnte keinen treffenderen Titel tragen. Von Künstlerhand gezeichnet, geschrieben oder geklebt bilden Postkarten mit den persönlichen Lieblingswitzen den abwechslungsreichen Inhalt der Ausstellung, die vom 25. Januar bis 22. Februar 2015 im me Collectors Room Berlin zu sehen war.

### EXOTICA and 4 other cases of the self
Die Ausstellung kreiste vom 17. September 2014 bis 16. Januar 2015 um die Frage des Selbst in unserer Zeit und nutzte dabei die Wunderkammer Olbricht als integralen Bestandteil. In der Ausstellung wird das Individuum als eine Wunderkammer betrachtet und ihre fünf klassischen Kategorien werden auf den Menschen angewendet und neu definiert in Instinkte, Simulacra, Geist, Absonderlichkeiten und Exotica.

### Fragile Sense of Hope – Art Collection Telekom
Erstmals präsentierte die Deutsche Telekom vom 10. Oktober bis 23. November 2014 unter dem Titel Fragile Sense of Hope Teile ihrer Sammlung, der Art Collection Telekom, im me Collectors Room Berlin. Die Ausstellung zeigte Werke von Mihuț Boșcu Kafchin, Danica Dakić, Stanisław Dróżdż, Petra Feriancová, Igor Grubić, Aneta Grzeszykowska, Nilbar Güreş, Petrit Halilaj, Vladimír Houdek, Šejla Kamerić, Ali Kazma, Genti Korini, Eva Kotátková, Zofia Kulik, Şükran Moral, Ciprian Mureșan, Vlad Nancă, Paul Neagu, Paulina Ołowska, Roman Ondák, Dan Perjovschi, Agnieszka Polska, Nedko Solakov, Mladen Stilinović und Nil Yalter.

### Stanze/Rooms – Works from the Sandretto Re Rebaudengo Collection
Vom 2. Mai bis 21. September 2014 präsentierte der me Collectors Room Berlin die Sammlung von Patrizia Sandretto Re Rebaudengo aus Turin. Unter dem Titel Stanze/Rooms zeigt die italienische Sammlerin erstmals in Deutschland ihren Blick auf die internationale Kunstszene der Gegenwart. Patrizia Sandretto Re Rebaudengo gehört zu den wichtigsten privaten Sammlerinnen zeitgenössischer Kunst in Europa. Ihre seit den frühen 1990er Jahren aufgebaute Sammlung besteht heute aus mehr als 2000 zeitgenössischen Werken verschiedenster Medien von aufstrebenden wie international renommierten Künstlern. Die Sandretto Re Rebaudengo Collection war bereits in zahlreichen Museen in Italien, Frankreich, Spanien, Österreich, Polen und England zu sehen. Die Zusammenarbeit mit der Stiftung Olbricht begann 2013, als die Olbricht Collection mit Gerhard Richters Editionswerk in den Räumen der Fondazione Sandretto Re Rebaudengo in Turin zu Gast war.

### PAPERWORLDS
Die Kuratorinnen Valeska Hageney und Sylvia Volz zeigten in der Ausstellung PAPERWORLDS im me Collectors Room vom 21. Januar bis 29. Juni 2014 über 60 Kinder- und Jugendzeichnungen von heute international agierenden Künstlern. 19 zeitgenössische Künstler, darunter Norbert Bisky, John Bock, Andy Hope 1930, Jonathan Meese, Tal R, Katja Strunz, Rosemarie Trockel und Thomas Zipp, gewährten Einblick in Zeichnungen und Bilder, die im Alter zwischen 3 und 14 Jahren entstanden sind.

### Schöne Grüße Thomas Schütte
Ab September 2013 wurde mit Schöne Grüße Thomas Schütte ein Einblick in die Werke Thomas Schüttes aus der Olbricht Collection präsentiert. Schütte gilt als einer der bedeutendsten Bildhauer Deutschlands. Neben dem bildhauerischen Werk beinhaltet sein Gesamtwerk zahlreiche Druckgrafiken, die mit über 200 Arbeiten den Schwerpunkt der Ausstellung bildeten. Daneben wurden einige Skulpturen und Papierarbeiten gezeigt. Der zeitliche Bogen der ausgestellten Werke reichte von den 1980er Jahren bis ins Jahr 2013.

### PLAY – The Frivolous and the Serious
PLAY – The Frivolous and the Serious (16. Mai – 18. August 2013) kreiste um das Phänomen des Spielens. Die Ausstellung war das Ergebnis einer Zusammenarbeit der Stiftung Olbricht mit zwei Studentinnen des Master-Programms Curating the Contemporary an der London Metropolitan University in Kooperation mit der Whitechapel Gallery, London, unter der Leitung von Nico de Oliveira. Zum zweiten Mal lud die Stiftung junge Kuratorinnen ein, ihren eigenen Blick auf die Olbricht Collection zu entwickeln und im Rahmen ihrer Abschlussarbeit eine Ausstellung im me Collectors Room Berlin zu kuratieren.

### Wonderful
Wonderful – Humboldt, Krokodil & Polke war die neunte Ausstellung im me Collectors Room Berlin. vom 29. November 2012 bis zum 25. August 2013 wurden Neuzugänge der Wunderkammer und zeitgenössische Werke aus der Olbricht Collection gezeigt, die ebenfalls um die Thematik der Wunderkammer kreisten.

### ART & TOYS – Collection Selim Varol
Vom 26. Mai bis 14. Oktober 2012 präsentierte der me Collectors Room Berlin die Sammlung von Selim Varol. Der türkischstämmige Sammler aus Düsseldorf sammelt seit seiner Kindheit Spielzeug und besitzt mit rund 15.000 Figuren eine der größten dieser Sammlungen Europas. Einen weiteren Sammlungsschwerpunkt bilden Arbeiten von Künstlern, die ihren Ursprung in der Street Art und im „Pop-Surrealismus“ haben. Kennzeichnend für alle Werke der Sammlung sind die enge Verknüpfung zwischen Kunst und Alltag sowie ihr oft spielerisch-humorvoller oder subversiver Charakter.

### Through the Looking Glass
Die Ausstellung Through the Looking Glass war das Ergebnis einer Zusammenarbeit mit drei jungen Kuratorinnen des Master-Programms Curating the Contemporary an der London Metropolitan University in Kooperation mit der Whitechapel Gallery, London, unter der Leitung von Nico de Oliveira. Through the Looking Glass nutzte die Wunderkammer im me Collectors Room Berlin als integralen Bestandteil der Ausstellung. Wundersame Objekte, Figuren und anatomische Modelle verdeutlichen auf teils „unheimliche“ Weise, dass der Körper etwas ist, das manipuliert und konstruiert werden kann. Als Schlüsselbegriff für die Ausstellung nimmt das Unheimliche in den zeitgenössischen Kunstwerken viele Formen an.

### Gerhard Richter – Editionen 1965–2011
Gerhard Richter gilt international als einer der bedeutendsten und erfolgreichsten deutschen Künstler der Gegenwart. Neben seinen Gemälden sind in den letzten Jahren auch seine Editionen immer mehr in den Fokus des Interesses gerückt. Die Olbricht Collection ist die weltweit einzige Privatsammlung, die alle Editionen Gerhard Richters umfasst. Parallel zur Retrospektive der Ölgemälde Richters in der Neuen Nationalgalerie anlässlich seines 80. Geburtstags wurde mit der Ausstellung vom 12. Februar bis 13. Mai 2012 die einmalige Möglichkeit geboten, in Berlin gleichzeitig auch das vielseitige Gesamtwerk seiner Auflagenwerke von 1965–2011 in den Blick zu nehmen.

### My Paris – Collection Antoine de Galbert
Vom 1. Oktober 2011 bis 8. Januar 2012 präsentierte der me Collectors Room Berlin die Sammlung Antoine de Galbert. Galbert sammelt seit 1987 zeitgenössische Kunst mit einer bewussten Entscheidung gegen den Mainstream und bestimmte Trends. Volkskunst, „art brut“ und religiöse Objekte ergänzen seine Sammlung zeitgenössischer Werke. Zeitgleich zur Ausstellung in Berlin, präsentierte La Maison Rouge in Paris die Sammlung Thomas Olbrichts. Im Jahr 2004 eröffnete Antoine de Galbert parallel zu seiner Sammlungstätigkeit La Maison Rouge, ein eigenes Ausstellungshaus in Paris, das im Oktober 2018 endgültig geschlossen wurde.

### Alles Kannibalen?
Insgesamt 100 Werke von rund 40 internationalen Künstlern, die hauptsächlich aus Privatsammlungen stammen, wurden in der Ausstellung vom 29. Mai bis 21. August 2011 teils chronologisch, teils thematisch präsentiert. Die Gliederung folgte Überschriften wie Geschichte, Mythen & Märchen, Solidarität des Fleisches, Goya und seine Nachfolger und Heiliger und weltlicher Kult. Die Ausstellung warf die Frage auf, ob wir als Menschen im Grunde nicht alle potentielle Kannibalen sind.

### X-RATED: William N. Copley und Andreas Slominski
Bei den Bildern William N. Copleys (1919–1996) handelt es sich, wie der Titel nahelegt, um „nicht jugendfreie“ Szenen, die erstmals 1974 im New York Cultural Center ausgestellt und nun – über 30 Jahre später – erstmals in Europa gezeigt wurden. Parallel zu Copley zeigte der me Collectors Room Berlin in der Ausstellung vom 30. Januar bis 15. Mai 2011 neue Arbeiten aus der Werkgruppe „xyz. erotic vol.“ von Andreas Slominski (* 1959).

### 王 Ouyang Chun – PAINTING THE KING
Eine Premiere bot der me Collectors Room Berlin mit der Ausstellung 王 Ouyang Chun – PAINTING THE KING vom 2. Oktober 2010 bis 9. Januar 2011. Erstmals wurde der 1974 in Peking geborene Künstler außerhalb Chinas mit einer institutionellen Einzelausstellung geehrt und erstmals wurde sein zwischen 2006 und 2009 entstandener Zyklus „King“ öffentlich präsentiert.

### Passion fruits picked from The Olbricht Collection
Es war die erste Ausstellung im me Collectors Room Berlin. Vom 1. Mai bis zum 12. September 2010 wurden zeitgenössische Werke aus der Olbricht-Sammlung gezeigt, in der bewusst auf ein ausgewogenes Verhältnis zwischen weiblichen und männlichen Künstlern geachtet wurde. Die Ausstellung spiegelte in ebenso konzentrierter wie ausladender Form das epochenübergreifende Konzept der Sammlung wider, getragen von einem konsequenten und ungebrochenen Vertrauen in das kommunikative Potenzial künstlerischer Artefakte.

### Wunderkammer Olbricht
In der ständigen Ausstellung werden über 300 Exponate präsentiert, die sich schwerpunktmäßig mit der Thematik des Vanitas („Bedenke, dass du stirbst“) auseinandersetzen. Die Stücke, vornehmlich Objekte aus der Renaissance und dem Barock, sollen Einblicke in den damaligen kognitiven und technischen Erkenntnisstand liefern. Der Titel rekurriert auf die in der frühen Neuzeit anzutreffenden (vor)musealen Wunderkammern.

### Wunderkammerschiff
Das Wunderkammerschiff, die MS Franklin, ist als eine Art mobiler Museumsraum seit 2016 auf Wasserstraßen in Berlin und Brandenburg unterwegs, um möglichst vielen Kindern Zugang zu Kunst und kultureller Bildung zu verschaffen.

## Namensgebung
Das „me“ steht für „moving energies“. Energieflüsse bewegen die Menschen, die Welt und das Universum. Als Fließen von Energie beschreibt auch der Sammler Thomas Olbricht sein Kunstleben und -erleben. Es ist diese Dynamik, die er mit vielen Menschen teilt. Auf diesen Wunsch geht die Namensgebung seines Ausstellungshauses zurück.